# Gustav von Piotrowski

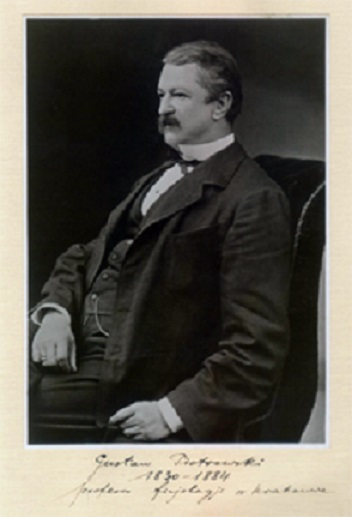
Gustav Ritter von Piotrowski

Gustav (Gustaw) Ritter von Piotrowski, senior (* 1. März 1833 in Tarnów, Galizien, Österreich-Ungarn; † 31. Dezember 1884 in Krakau) war ein polnisch-österreichischer Physiologe.

## Leben und Wirken
Gustav Piotrowski senior, Sohn eines Rechtsanwaltes und Gutsbesitzer in Tarnów, besuchte die Schule in Wien und in seinem Geburtsort. Nach dem Abitur studierte er von 1851 bis 1856 Medizin in Wien. Anschließend arbeitete er kurze Zeit am physiologischen Institut der Universität Krakau, ehe er bei dem Physiologen Ernst Wilhelm Ritter von Brücke in Wien zum Dr. med. promoviert wurde. Danach versuchte er, seine Kenntnisse in Chemie und Physik zu verbessern, um anschließend selbst Physiologe zu werden. 1857 begab er sich dazu nach Göttingen und arbeitete zunächst bei dem Chemiker Friedrich Wöhler und später bei dem Physiker Wilhelm Weber.
Als er 1858 die Georg-August-Universität Göttingen verließ, ernannte ihn die Burschenschaft Hannovera zum Ehrenmitglied. Anschließend war Gustav Piotrowski ein halbes Jahr in Heidelberg bei dem Chemiker Robert Bunsen tätig, ehe er für sechs Monate Assistent des Physikers Hermann von Helmholtz war. Nach der Habilitation in Krakau wurde er dort 1859 außerordentlicher und ein Jahr darauf ordentlicher Professor der Physiologie.
Sechsmal war er Dekan der Medizinischen Fakultät; zeitweilig gehörte er auch der mathematisch-naturwissenschaftlichen Fakultät an. Im Wintersemester 1873/74 war er Rektor der Jagiellonen-Universität. Außerdem gehörte er der Landesprüfkommission für Ärzte an.
Er war Mitglied der Gesellschaft der Wissenschaften sowie der Landwirtschaftsgesellschaft in Krakau und wurde in das Amt des Kurators der Landwirtschaftlichen Oberschule in Czernichów in der Nähe von Krakau berufen. Abgesehen von einigen Forschungen auf dem Gebiet der Experimentalphysik erstreckte sich seine wissenschaftliche Tätigkeit auf die Physiologie, zumal es ihm gelang, ein neues Institut für Physiologie an der Universität Krakau errichten zu lassen.
Eine von ihm entdeckte Eiweißkörperreaktion wurde später nach ihm „Piotrowski-Reaktion“ benannt. Die Ergebnisse seiner Forschungen veröffentlichte er teils in Deutsch, teils in Polnisch. 1864 brachte er das erste Lehrbuch der Physiologie in polnischer Sprache heraus.
Als Gutsbesitzer im Wahlkreis Tarnów wurde er 1870 für vier Jahre in den Sejm (Galizischer Landtag) in Lemberg gewählt. Von 1870 bis 1873 gehörte er zugleich als gewähltes Mitglied dem Reichsrat in Wien an.

## Veröffentlichungen (Auswahl)
- Über eine neue Reaction auf Eiweißkörper und ihre näheren Abkömmlinge, Sitzungsberichte der Akademie der Wissenschaften, Mathematisch-Naturwissenschaftliche Classe, Band 24, S. 335–337. Wien, 1857. Harward Universität, Ernst Mayr Sammlung, Digitalisat
- Über Reibung tropfbarer Flüssigkeiten, (gemeinsam mit Hermann von Helmholtz), Sitzungsberichte der Akademie der Wissenschaften, Wien, 1860
- Fiziologia ludzka w zarysie (Physiologie des Menschen im Überblick), Krakau, 1864